# Amaury Keusters
Amaury Keusters né le 1er octobre 1990, est un joueur de hockey sur gazon belge. Il évolue au poste d'attaquant au Royal Herakles.
Il a annoncé sa retraite avec l'équipe nationale belge en février 2019,.

## Carrière

### Championnat d'Europe
- : 2017[4]